# واریک (ماساچوست)
واریک(به انگلیسی: Warwick) شهرکی در شهرستان فرانکلین ایالت ماساچوست می‌باشد که در سال ۱۷۶۳ بنیان‌گذاری شده‌است. این شهرک در سرشماری سال ۲۰۱۰ میلادی، ۷۸۰ نفر جمعیت داشته‌است.